# Sven Platerud
Sven Gillis Platerud, född den 4 maj 1926, död den 9 november 2006 i Göteborg, var en svensk militär.
Platerud blev  löjtnant i Luftvärnet 1950, kapten där 1960 och major där 1967. Han befordrades till överstelöjtnant 1971 och var chef för Luftvärnets kadett- och aspirantskola 1971–1973. Platerud befordrades till överste 1976. Han var chef för Luleå luftvärnsregemente 1976–1978 och för Göta luftvärnsregemente 1978–1986. Platerud blev riddare av Svärdsorden 1967. Han vilar på Östra kyrkogården i Göteborg.